# Sarah Bartlett
Sarah Bartlett é uma jornalista e acadêmica americana. Atualmente é reitora da Escola de Pós-Graduação em Jornalismo da City University of New York. Bartlett é membra do corpo docente da escola de jornalismo, fundada em 2006. Como reitora, Bartlett supervisionou o lançamento do primeiro programa de graduação em jornalismo bilíngue (espanhol e inglês) nos EUA e o primeiro programa de mestrado em jornalismo social da escola. Em 2018, Bartlett e o Conselho de Administração da CUNY nomearam a escola em homenagem ao fundador do craigslist, Craig Newmark, em reconhecimento aos seus US$ 20 milhões de doação.

## Carreira

### Jornalismo
Bartlett começou sua carreira no jornalismo como assistente de pesquisa para uma empresa de documentários com sede em Londres. Ela passou a trabalhar como repórter de negócios para a revista Fortune e The New York Times, onde liderou a cobertura do setor bancário e de serviços financeiros. Mais tarde, ela se tornou editora assistente da Business Week, editora colaboradora da revista Inc. e editora-chefe da Oxygen Media
Em 1991, Bartlett publicou "The Money Machine: How KKR Manufactured Power & Profits". O livro detalhou a ascensão da empresa de investimentos Kohlberg Kravis Roberts.

### CUNY
Bartlett ingressou na CUNY em 2002. Depois que a CUNY abriu uma nova escola de pós-graduação em jornalismo, Bartlett tornou-se membra do corpo docente da escola de jornalismo. Ela desenvolveu o trabalho em relatórios de negócios e economia e co-fundou o Centro de Mídia Comunitária e Étnica. Durante sua carreira como professora na CUNY, Bartlett apresentou "U$A Inc." , programa de discussão semanal da CUNY TV com foco em questões de negócios.
Bartlett tornou-se a segunda reitora da escola em 2014. Em seu primeiro ano como reitora, lançou um novo programa de mestrado em jornalismo social, que treina estudantes para colocar seu público no centro de suas reportagens por meio de estratégias de engajamento da comunidade. Em 2015, ela trabalhou no lançamento da cobertura jornalística em espanhol, que prepara graduados bilíngues para cobrir comunidades hispânicas para meios de comunicação em ambos os idiomas. O programa aceitou seus primeiros alunos em 2016, colocando-os em estágios em meios de comunicação como Telemundo, Animal Político e o podcast Latino USA da NPR .

#### Escola de Jornalismo Craig Newmark
Em junho de 2018, o fundador do craigslist, Craig Newmark, doou US$ 20 milhões para a escola para promover sua missão de promover o bom jornalismo, oferecendo oportunidades para pessoas que, de outra forma, não as teriam. De acordo com o New York Times, Newmark fez seu presente depois de se encontrar com Dean Bartlett e Jeff Jarvis, o professor de inovação em jornalismo da escola Leonard Tow e diretor do Centro Tow-Knight para Jornalismo Empreendedor.
A decisão de renomear a escola depois de Newmark foi controversa entre alguns ex-alunos devido ao seu impacto na indústria jornalística. Bartlett respondeu diretamente aos ex-alunos em um e-mail, escrevendo que a mudança de nome veio "em reconhecimento do efeito transformador que terá em nossa escola".

## Vida pessoal
Bartlett foi casada com o arquiteto John L. Petrarca, de Manhattan, até sua morte por câncer de pulmão em 2003. Bartlett e Petrarca são co-autores de um livro, Schools of Ground Zero: Early Lessons Learned in Children's Environmental Health. Após a morte de Petrarca, Bartlett escreveu um artigo para a revista Inc. documentando os desafios de ser viúva.

## Trabalhos

### Livros
- Bartlett, Sarah (1994). The Money Machine: How KKR Manufactured Power and Profits.
- Bartlett, Sarah (2005). Schools of Ground Zero: Early Lessons Learned in Children’s Environmental Health. Associação Americana de Saúde Pública

### Artigos
- Bartlett, Sarah (janeiro de 2005). «What We Didn't Plan For». Inc.
- Bartlett, Sarah (janeiro de 2015). «New No More». The Knight Foundation